# Djadjoesjkina kvartira
Djadjoesjkina kvartira (Russisch: Дядюшкина квартира, "Oompjes' appartement") is een komische film uit 1913 van regisseur Pjotr Tsjardynin.

## Verhaal
Koko wordt gevraagd om op het luxeappartement van zijn oom te passen. Omdat Koko geld nodig heeft, besluit hij de kamers in het appartement te verhuren. Hierdoor komt in hetzelfde appartement een allegaartje aan mensen te wonen. Tussen een deel van de huurders ontstaan romances.

## Rolverdeling
| Acteur                 | Personage |
| ---------------------- | --------- |
| Ivan Mozzjoechin       | Koko      |
| Aleksandr Chermoevimov |           |
| Andrej Gromov          |           |
| Lidija Tridenskaja     |           |